# کیریندیولا
کیریندیولا (به لاتین: Kirindiwela) یک منطقهٔ مسکونی در سری‌لانکا است که در استان غربی، سری‌لانکا واقع شده‌است.